# Neuville-sur-Saône
Neuville-sur-Saône és un municipi francès, situat a la metròpoli de Lió i a la regió de Alvèrnia - Roine-Alps. L'any 2007 tenia 7.127 habitants.

## Demografia

### Població
El 2007 la població de fet de Neuville-sur-Saône era de 7.127 persones. Hi havia 3.011 famílies de les quals 1.128 eren unipersonals (380 homes vivint sols i 748 dones vivint soles), 721 parelles sense fills, 846 parelles amb fills i 316 famílies monoparentals amb fills.
La població ha evolucionat segons el següent gràfic:
Habitants censats

### Habitatges
El 2007 hi havia 3.250 habitatges, 3.099 eren l'habitatge principal de la família, 27 eren segones residències i 124 estaven desocupats. 881 eren cases i 2.292 eren apartaments. Dels 3.099 habitatges principals, 1.192 estaven ocupats pels seus propietaris, 1.839 estaven llogats i ocupats pels llogaters i 68 estaven cedits a títol gratuït; 171 tenien una cambra, 472 en tenien dues, 930 en tenien tres, 815 en tenien quatre i 711 en tenien cinc o més. 1.523 habitatges disposaven pel capbaix d'una plaça de pàrquing. A 1.604 habitatges hi havia un automòbil i a 861 n'hi havia dos o més.

### Piràmide de població
La piràmide de població per edats i sexe el 2009 era:
| Homes | Edats   | Dones |
| ----- | ------- | ----- |
| 0     | 95 o +  | 10    |
| 10    | 90 a 94 | 49    |
| 47    | 85 a 89 | 87    |
| 64    | 80 a 84 | 75    |
| 99    | 75 a 79 | 184   |
| 133   | 70 a 74 | 177   |
| 115   | 65 a 69 | 175   |
| 106   | 60 a 64 | 176   |
| 156   | 55 a 59 | 152   |
| 182   | 50 a 54 | 154   |
| 265   | 45 a 49 | 252   |
| 204   | 40 a 44 | 284   |
| 278   | 35 a 39 | 224   |
| 238   | 30 a 34 | 218   |
| 277   | 25 a 29 | 279   |
| 263   | 20 a 24 | 250   |
| 251   | 15 a 19 | 301   |
| 271   | 10 a 14 | 248   |
| 217   | 5 a 9   | 236   |
| 175   | 0 a 4   | 186   |

## Economia
El 2007 la població en edat de treballar era de 4.488 persones, 3.279 eren actives i 1.209 eren inactives. De les 3.279 persones actives 2.894 estaven ocupades (1.499 homes i 1.395 dones) i 385 estaven aturades (201 homes i 184 dones). De les 1.209 persones inactives 323 estaven jubilades, 435 estaven estudiant i 451 estaven classificades com a «altres inactius».

### Ingressos
El 2009 a Neuville-sur-Saône hi havia 3.074 unitats fiscals que integraven 6.940 persones, la mediana anual d'ingressos fiscals per persona era de 17.730 €.

### Activitats econòmiques
Dels 545 establiments que hi havia el 2007, 15 eren d'empreses alimentàries, 2 d'empreses de fabricació de material elèctric, 16 d'empreses de fabricació d'altres productes industrials, 65 d'empreses de construcció, 132 d'empreses de comerç i reparació d'automòbils, 18 d'empreses de transport, 30 d'empreses d'hostatgeria i restauració, 13 d'empreses d'informació i comunicació, 36 d'empreses financeres, 20 d'empreses immobiliàries, 70 d'empreses de serveis, 85 d'entitats de l'administració pública i 43 d'empreses classificades com a «altres activitats de serveis».
Dels 139 establiments de servei als particulars que hi havia el 2009, 1 era una oficina d'administració d'Hisenda pública, 1 gendarmeria, 1 oficina de correu, 9 oficines bancàries, 1 funerària, 6 tallers de reparació d'automòbils i de material agrícola, 2 tallers d'inspecció tècnica de vehicles, 1 autoescola, 12 paletes, 12 guixaires pintors, 12 fusteries, 16 lampisteries, 8 electricistes, 16 perruqueries, 1 veterinari, 7 agències de treball temporal, 17 restaurants, 6 agències immobiliàries, 3 tintoreries i 7 salons de bellesa.
Dels 60 establiments comercials que hi havia el 2009, 1 era un supermercat, 1 una gran superfície de material de bricolatge, 1 una botiga de més de 120 m², 1 una botiga de menys de 120 m², 8 fleques, 6 carnisseries, 1 una peixateria, 4 llibreries, 16 botigues de roba, 4 botigues d'equipament de la llar, 4 sabateries, 1 una botiga d'electrodomèstics, 2 botigues de mobles, 1 una botiga de material esportiu, 1 un drogueria, 1 una perfumeria, 3 joieries i 4 floristeries.
L'any 2000 a Neuville-sur-Saône hi havia 5 explotacions agrícoles.

## Equipaments sanitaris i escolars
El 2009 hi havia 1 hospital de tractaments de mitja durada (seguiment i rehabilitació), 1 un hospital de tractaments de llarga durada, 1 centre de salut, 3 farmàcies i 1 ambulància.
El 2009 hi havia 2 escoles maternals i 4 escoles elementals. A Neuville-sur-Saône hi havia 2 col·legis d'educació secundària i 2 liceus d'ensenyament general. Als col·legis d'educació secundària hi havia 1.670 alumnes i als liceus d'ensenyament general 1.094.

## Poblacions més properes
El següent diagrama mostra les poblacions més properes.